# Bicellariella turbinata
Bicellariella turbinata är en mossdjursart som först beskrevs av William MacGillivray 1869.  Bicellariella turbinata ingår i släktet Bicellariella och familjen Bugulidae. Inga underarter finns listade i Catalogue of Life.